# Alexander Skarsgård
Alexander Johan Hjalmar Skarsgård, född 25 augusti 1976 i Vällingby församling, Stockholms län, är en svensk skådespelare. Han har bland annat gjort rollen som vampyren Eric Northman i HBO-serien True Blood, Meekus i Zoolander och Brad Colbert i HBO:s miniserie Generation Kill.

## Biografi
Alexander Skarsgård är son till skådespelaren Stellan Skarsgård och läkaren My Skarsgård. Alexander Skarsgård själv har medverkat i flera svenska tv-serier och filmer och blev 2003 nominerad till en Guldbagge för bästa manliga biroll i filmen Hundtricket. Sedan 2005 har han medverkat i internationella produktioner – han var med i serien Revelations och filmen The Last Drop. År 2008 fick han huvudroller i de amerikanska tv-serierna Generation Kill och True Blood. 2009 var han med i Lady GaGas musikvideo "Paparazzi". För rollen som Perry Wright i TV-serien Big Little Lies har Skarsgård belönats med en Primetime Emmy Award för Bästa manliga biroll i en miniserie eller TV-film och en Golden Globe för Bästa manliga biroll i en TV-serie, miniserie eller TV-film.

### Familj
Alexander Skarsgård har fem yngre helsyskon och två halvsyskon, däribland hans yngre bröder Gustaf, Bill och Valter Skarsgård som även de är verksamma som skådespelare. Även de två yngre halvbröderna, Ossian och Kolbjörn Skarsgård, är verksamma som skådespelare.
Han har en relation med Tuva Novotny och de har ett barn tillsammans fött 2022.

## Filmografi (i urval)
| År   | Titel                        | Roll                   | Noteringar     |
| ---- | ---------------------------- | ---------------------- | -------------- |
| 1984 | Åke och hans värld           | Kalle Nubb             |                |
| 1987 | I dag röd                    | Fred                   |                |
| 1989 | Hunden som log               | Jojjo                  |                |
| 1999 | Happy End                    | Bamse Viktorsson       |                |
| 2000 | Dykaren                      | Ingmar                 |                |
| 2000 | Järngänget                   | Anders                 |                |
| 2000 | Vingar av glas               | Johan                  |                |
| 2001 | Drakarna över Helsingfors    | Robin Åström           |                |
| 2001 | Zoolander                    | Meekus                 |                |
| 2002 | Hundtricket                  | Micke                  |                |
| 2004 | Hjärtslag                    | Piloten                | Kort film      |
| 2005 | Som man bäddar               | Nisse                  |                |
| 2005 | The Last Drop                | Löjtnant Jergen Voller |                |
| 2005 | Om Sara                      | Kalle Öberg            |                |
| 2006 | Never Be Mine                | Christopher            |                |
| 2006 | Kill Your Darlings           | Geert                  |                |
| 2006 | Exit                         | Fabian von Klerking    |                |
| 2007 | Järnets änglar               | Stefan                 |                |
| 2009 | Metropia                     | Stefan                 | Röstroll       |
| 2009 | Beyond the Pole              | Terje                  |                |
| 2010 | Mumintrollet och kometjakten | Mumintrollet           | Röstroll       |
| 2010 | Puss                         | Alex                   |                |
| 2011 | Straw Dogs                   | Charlie Venner         |                |
| 2011 | Melancholia                  | Michael                |                |
| 2012 | Battleship                   | Stone Hopper           |                |
| 2013 | What Maisie Knew             | Lincoln                |                |
| 2013 | Disconnect                   | Derek                  |                |
| 2013 | The East                     | Benji                  |                |
| 2013 | Hidden                       | Ray                    |                |
| 2014 | The Giver                    | Jonas far              |                |
| 2014 | The Diary of a Teenage Girl  | Monroe                 |                |
| 2016 | Legenden om Tarzan           | Tarzan                 |                |
| 2016 | Zoolander 2                  | Adam                   | Cameo          |
| 2018 | Hold The Dark                | Vernon Slone           |                |
| 2019 | De andras hus                | Stefan Lubert          |                |
| 2021 | Godzilla vs. Kong            | Nathan Lind            |                |
| 2022 | The Northman                 | Amleth                 | Även producent |

| År        | Titel                   | Roll                           | Noteringar        |
| --------- | ----------------------- | ------------------------------ | ----------------- |
| 1987      | I dag röd               | Fred                           |                   |
| 1999      | Vita lögner             | Marcus Englund                 | 10 avsnitt        |
| 2000      | Judith                  | Ante Lindström                 |                   |
| 2005      | Revelations             | Gunnar Eklind                  |                   |
| 2007      | Leende guldbruna ögon   | Boogey Knights sångare         |                   |
| 2008      | Generation Kill         | Sergeant Brad "Iceman" Colbert | 7 avsnitt         |
| 2008–2014 | True Blood              | Eric Northman                  | 76 avsnitt        |
| 2017      | Big Little Lies         | Perry Wright                   | 7 avsnitt         |
| 2018      | The Little Drummer Girl | Gadi Becker                    |                   |
| 2020–2021 | The Stand               | Randall Flagg                  | Huvudroll         |
| 2021–2023 | Succession              | Lukas Matsson                  | Återkommande roll |
| 2023      | Infinity Pool (film)    | James Foster                   |                   |

| År   | Titel             | Noter                             |
| ---- | ----------------- | --------------------------------- |
| 2003 | Att döda ett barn | Regisserad ihop med Björne Larson |

| År   | Roll       | Video                  |
| ---- | ---------- | ---------------------- |
| 2009 | Pojkvännen | Paparazzi av Lady Gaga |

## Teaterpjäser
- Vem är rädd för Virginia Woolf
- Blodsbröllop